# The Antique Blacks
The Antique Blacks (Alternativtitel Interplanetary Concepts und There Is Change in the Air) ist ein Jazzalbum von Sun Ra. Die am 17. August 1974 live in Philadelphia entstandenen Aufnahmen erschienen 1974 als Langspielplatte auf El Saturn Records. Am 20. Juni 2009 wurde das Album in erweiterter Form als Compact Disc und 2010 als LP auf dem Label Art Yard wiederveröffentlicht.

## Hintergrund
Das Album entstand etwa ein Jahr nach dem Album Pathways to Unknown Worlds, das am Ende der kurzen Phase der Zusammenarbeit Sun Ras mit dem Label Impulse! Records aufgenommen worden war, und zwischen den weiteren Mitschnitten Concert for the Comet Kohoutek und Of Abstract Dreams. Vermutlich wurde es in einer Radiostation aufgenommen. Es wurde bei Saturn auch unter den Namen Interplanetary Concepts oder There Is Change in the Air vertrieben. Erstmals arbeitete Sun Ra hier mit dem Gitarristen Dale Williams (als „Sly“) zusammen.
„Song No. 1“ ist eine Art „Space Bossa Nova“, schrieb Sean Westergaard, mit Sun Ra am Rock-Si-Chord, unterstützt von Perkussion. „There Is a Change in the Air/The Antique Blacks“ ist ein von Ra rezitiertes Gedicht mit musikalischer Untermalung wie auch  m„The Ridiculous 'I' and the Cosmos Me“. „This Song Is Dedicated to Nature's God“ ist eigentlich eine andere Melodie als „To Nature's God“ auf Live in Egypt, Vol. 1, sei aber die gleiche Art von optimistischem, swingendem Mitsing-Titel, schrieb Westergaard. „Would I for All That Were“ ist ein kurzes Zwischenspiel mit Sun Ras Moog-Verrücktheiten über einem Marsch, der in eine mitreißende Version von „Space Is the Place“ übergeht.

## Titelliste
- Sun Ra: The Antique Blacks (Saturn 81774)[3]

A1		Song No.1

A2		There Is Change in the Air

A3		The Antique Blacks

B1		This Song Is Dedicated to Nature’s God

B2		The Ridiculous „I“ and the Cosmos Me

B3		Would I for All That Were

B4		Space Is the Place

- Sun Ra: The Antique Blacks (Art Yard 09)

1. Song No.1 – 8:51
2. There Is Change in the Air – 10:58
3. The Antique Blacks – 3:39
4. This Song Is Dedicated to Nature’s God – 3:58
5. The Ridiculous „I“ and the Cosmos Me – 4:43
6. Would I for All That Were – 2:56
7. Space Is The Place – 8:10
8. You Thought You Could Build a World Without Us – 9:11

Die Kompositionen stammen von Sun Ra.

## Rezeption
Sean Westergaard verlieh dem Album in Allmusic vier Sterne und schrieb, The Antique Blacks sei ein großartiger Liveauftritt mit einer eher kleinen Sun-Ra-Band. Er biete die früheste Aufnahme einer prominenten elektrischen Rockgitarre im Arkestra. The Antique Blacks sei bemerkenswert für die rezitierte Poesie sowie für die Präsenz des extrovertierten Gitarristen Sly, der dem Arkestra-Sound eine völlig neue Dimension hinzufüge. Dieses Album werde schwer zu finden sein, aber es lohne sich.